# Plexippus fuscus
Plexippus fuscus là một loài nhện trong họ Salticidae.
Loài này thuộc chi Plexippus. Plexippus fuscus được Rollard & Wanda Wesołowska miêu tả năm 2002.